# Laurent Zeitoun
Pour les articles homonymes, voir Zeitoun.
Laurent Zeitoun, né à Paris le 16 juin 1973 est un scénariste, réalisateur et producteur français. Le jeudi 26 décembre 2024, il révèle avoir été le banquier dans le jeu télévisé À prendre ou à laisser, lors de l’émission Arthur, l’enfant de la télé, diffusée sur TF1.

## Scénariste
- 2004 : Les 11 commandements de François Desagnat et Thomas Sorriaux
- 2006 : Prête-moi ta main d'Éric Lartigau
- 2010 : L'Arnacœur de Pascal Chaumeil
- 2012 : Un plan parfait de Pascal Chaumeil
- 2013 : Eyjafjallajökull d'Alexandre Coffre
- 2014 : Le Père Noël d'Alexandre Coffre

## Producteur
- 2010 : L'Arnacoeur de Pascal Chaumeil
- 2011 : Intouchables d'Olivier Nakache et Eric Tolédano
- 2012 : 30° Couleur de Lucien Jean-Baptiste et Philippe Larue
- 2012 : Un plan parfait de Pascal Chaumeil
- 2013 : Né quelque part de Mohamed Hamidi
- 2013 : Eyjafjallajökull d'Alexandre Coffre
- 2014 : Samba d'Olivier Nakache et Eric Tolédano
- 2014 : Le Père Noël d'Alexandre Coffre (également adaptateur, dialoguiste et scénariste)
- 2015 : La Mort de Staline d'Armando Ianucci
- 2016 : La Vache de Mohamed Hamidi
- 2016 : Ballerina d'Eric Summer et Eric Warin (également scénariste)
- 2017 : Un sac de billes de Christian Duguay (également collaborateur au scénario)
- 2017 : Le sens de la fête d'Olivier Nakache et Eric Tolédano

## Réalisateur
- 2022 : Vaillante coréalisé avec Théodore Ty[2]

## Autres
- 2008 : Comme les autres de Vincent Garenq - consultant
- 2015 : Peplum (série TV) - Créateur & Show runner
- 2015 : Disparue (série télévisée) - Producteur associé
- 2004 - 2010 : À prendre ou à laisser (jeu TV) - Voix-off, le banquier

## Nominations
- 2007 : 2e édition des RAIMU DE LA COMÉDIE - Prix RAIMU du scénario dans : Prête-moi ta main
- 2011 : 36e cérémonie des Césars - César du Meilleur film français de l'année dans : L'Arnacoeur
- 2012 : 19e cérémonie des TROPHÉES DU FILM FRANÇAIS - Trophées duos réalisateur-producteur / Duo cinéma dans : Intouchables
- 2013 : 66e cérémonie des BAFTA Awards - Meilleur film non anglophone dans : Intouchables